# بلقس
بلقس إحدى قرى مركز قليوب التابع لمحافظة القليوبية بجمهورية مصر العربية.

## التاريخ
ذكرها علي مبارك في كتابه الخطط التوفيقية، حيث ذكر أنها من قرى مديرية القليوبية بقسم شبرا الخيمة، وأن بها جامع بمئذنة ومعمل دجاج وعدد البساتين والنخيل، وأن معظم أرضها كانت وقفًا للأشراف أوقفه الوزير طلائع بن زريك لهم في زمن الخلافة الفاطمية.

## السكان
بلغ عدد سكان بلقس 22,621 نسمة، حسب الإحصاء الرسمي لعام 2006.